# 풍운: 슈퍼 태그 배틀
《풍운: 슈퍼 태그 배틀》(風雲スーパータッグバトル)은 SNK가 제작한 아케이드 대전 격투 게임이다. 네오지오 아케이드 기판으로 개발돼 1996년 9월 20일 출시됐다. 1995년에 발매됐던 《풍운묵시록》의 후속작이다. 북미 및 유럽 지역에선 《키즈나 인카운터》(Kizuna Encounter)라는 제목으로 출시됐다.
전작에 있었던 라인이동같은 변칙적인 시스템을 대부분 버리고 대신 두 명을 골라 실시간으로 번갈아가며 플레이하는 태그 팀 대전방식을 채택했다. 1996년 11월  8일에 가정용 네오지오 콘솔로 발매됐고, 플레이스테이션 2로 발매된 합본 《풍운 슈퍼 콤보》에 수록됐다. 이후 버추얼 콘솔 등 디지털 플랫폼으로 재발매됐다.
2005년에 발매된 SNK의 크로스오버 격투 게임 《더 킹 오브 파이터즈 XI》에 이 게임의 보스 자즈가 플레이어 캐릭터로서 특별출연했다.

## 발매
1996년 9월 20일 아케이드 판이 처음 출시됐다. 가정용 네오지오 판의 경우 같은 해 11월 8일에 출시됐는데, 이중 유럽판은 초소량만 유통돼 중고시장에 고가에 거래된다. 2007년 6월 21일 플레이스테이션 2로 발매된 합본 《풍운 슈퍼 콤보》에 전작 《풍운묵시록》과 함께 수록됐다.
2011년 6월 28일 Wii 버추얼 콘솔로 일본에서만 재발매됐다. 2019년 1월 10일 햄스터 코퍼레이션이 《아케이드 아카이브스》 시리즈의 일환으로 닌텐도 스위치, 플레이스테이션 4, 엑스박스 원 및 마이크로소프트 윈도우 플랫폼에 전세계 지역으로 발매했다.

## 같이 보기
- 《풍운묵시록》